# Kopje

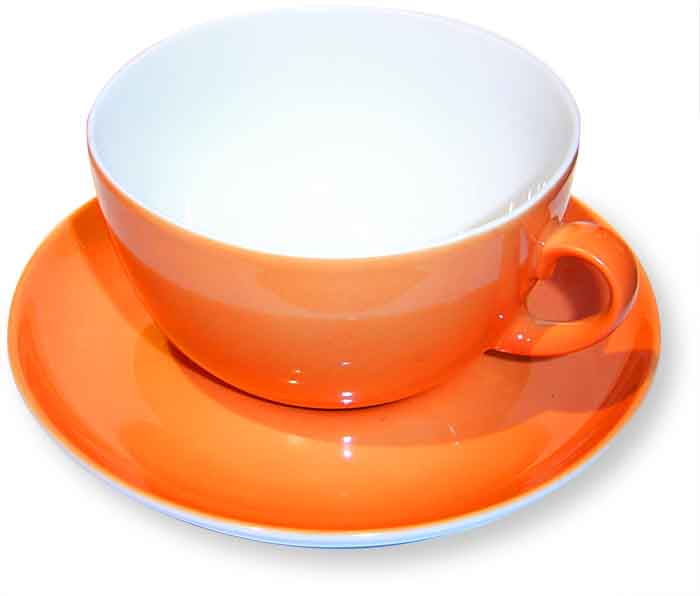
Kopje op bijbehorend schoteltje

Een kopje of tas is een stenen of porseleinen kom met een oor.
Waarschijnlijk ontleend aan Laatlatijn cuppa ‘drinkbeker’.
Tas: ontleend aan Frans tasse ‘kop, kom, drinkgerei’ [1360-68; TLF], dat via middeleeuws Latijn tassia [1274; Du Cange], tassa, [1337; Du Cange], ontleend is aan Arabisch ṭāsa, ṭassa ‘beker, kopje, kom’; dat woord is zelf mogelijk ontleend aan een andere oosterse taal, bijv. aan Perzisch tast ‘kopje, kom, schoteltje’.
Het is een luxe drinkgerei, vaak versierd met een motief of met figuren. Kopjes gaan vrijwel altijd vergezeld van een bijpassend schoteltje. Ze zijn bedoeld om koffie, thee of warme chocolademelk uit te drinken. Al naargelang de drank waarvoor een kopje is bedoeld, kan het in grootte en vorm variëren: van een klein en smal kopje voor espresso tot een groot en wijd kopje voor thee.

## Andere voorwerpen om uit te drinken
- theeglas
- bierglas of fluitje
- wijnglas
- (soep)kom
- wegwerpbeker

| Soort kop                           | Espressokop     | Koffiekop       | Theekop         | Latte macchiato  | Ontbijtkop / caffé latte | Kinderbeker     | Mok            | Beker         | Soepkop          |
| ----------------------------------- | --------------- | --------------- | --------------- | ---------------- | ------------------------ | --------------- | -------------- | ------------- | ---------------- |
| Inhoud (L):                         | ca. 0,05 - 0,12 | ca. 0,12 - 0,25 | ca. 0,15 - 0,3  | ca. 0,15 - 0,3   | ca. 0,28 - 0,5           | ca. 0,15 - 0,25 | ca. 0,3 - 0,5  | ca. 0,3 - 0,5 | ca. 0,22 - 0,6   |
| Aantal oren:                        | 1               | 1               | 1               | 1                | 1                        | 1 of 2          | 1              | geen          | 2                |
| Schotel:                            | Ja              | Ja              | Ja              | Ja               | Ja                       | Nee             | Nee            | Nee           | Ja               |
| Vergeleken met standaard koffiekop: | Kleiner         | -               | Lager en breder | Smaller en hoger | Groter                   | -               | Altijd met oor | Nooit met oor | Soms zonder oren |